# Pogonatum minus
Pogonatum minus là một loài rêu trong họ Polytrichaceae. Loài này được W. X. Xu & R.L. Xiong mô tả khoa học đầu tiên năm 1982.